# Sân golf và khu nghỉ mát Du Parc Phan Thiết
Sân golf và khu nghỉ mát Du Parc Phan Thiết (tiếng Anh: Du Parc Phan Thiet Ocean Dunes & Golf Resort, tên cũ: Novotel Phan Thiet Ocean Dunes and Golf Resort, tên thông dụng: sân golf Phan Thiết) là một quần thể sân golf 18 lỗ và resort tọa lạc cuối đại lộ Nguyễn Tất Thành, ngay trung tâm thành phố Phan Thiết, tỉnh Bình Thuận. Nó bắt đầu hoạt động vào năm 1997.

## Lịch sử
Khu vực này trước đây là đầm lầy, gần đó là khách sạn Vĩnh Thủy nằm ven biển do công ty Du lịch Bình Thuận sở hữu. Vào năm 1992, tỉ phú người Mỹ tên là Larry Hillblom (đồng sáng lập công ty vận chuyển DHL) đã mua lại khách sạn Vĩnh Thủy để nâng cấp nó thành khách sạn bốn sao cùng với một hợp đồng thuê đất làm sân golf với thời hạn là 50 năm (đến tháng 12/2044). Nhiều người dân lúc đó không đồng ý bỏ mảnh đất đã canh tác từ lâu, nhưng chính quyền địa phương đã vận động họ với hứa hẹn tại đây sẽ hình thành một công trình thể thao phục vụ cộng đồng. Khi sân golf khánh thành, nó rộng 62,5 ha, là một trong những sân golf đầu tiên ở Việt Nam và đẹp nhất Đông Nam Á lúc bấy giờ. Sau đó, sân golf này thường được giới lãnh đạo tỉnh Bình Thuận tiếp quan khách, chính khách đến giải trí. Năm 2009, Novotel Phan Thiết là khu du lịch đầu tiên của Việt Nam đạt chứng nhận "Toàn cầu Xanh" (Green Globe). Từ năm 2012, hệ thống khách sạn Novotel đổi tên thành Du Parc.
Năm 2014, khu vực này được chuyển thành đất ở đô thị, một tập đoàn tư nhân đầu tư phân lô, bán đất nền thành khu đô thị biển. Kể từ đó, sân golf Phan Thiết chính thức bị giải tỏa.

## Bê bối trong việc chuyển thành đất ở đô thị
Tháng 1/2019, ông Đinh Trung, nguyên Bí thư Tỉnh ủy Bình Thuận đệ đơn tố cáo, cho là, có dấu hiệu “lợi ích nhóm” trong quá trình chuyển đổi hơn 62 ha đất sân golf Phan Thiết thành Khu đô thị du lịch biển Phan Thiết. Ông Trung cho rằng, UBND tỉnh Bình Thuận ngay từ đầu đã câu kết, móc ngoặc với chủ đầu tư xóa bỏ sân golf để kinh doanh bất động sản, phân lô, bán nền, xây biệt thự, nhà cao tầng… để bán, chuyển nhượng là trái với quy hoạch, kế hoạch sử dụng đất của Chính phủ và các quyết định của Thủ tướng Chính phủ về việc phê duyệt quy hoạch sân golf Việt Nam đến 2020.,

### Thanh tra Chính phủ kỳ 1
Tháng 6/2019, Thanh tra Chính phủ đã gửi Thủ tướng Chính phủ Báo cáo, đơn tố cáo chỉ có cơ sở một phần và đó là lỗi thủ tục hành chính. Ngoài ra, việc UBND tỉnh Bình Thuận không yêu cầu chủ đầu tư bố trí 20% quỹ đất ở của dự án để xây dựng nhà ở xã hội trong phạm vi dự án là lỗi của Bộ Xây dựng trong việc hướng dẫn nghiệp vụ cho địa phương bảo đảm đúng tinh thần của luật chuyên ngành.

### Thanh tra Chính phủ kỳ 2
Tuy nhiên, Ông Trung đã gửi đơn phản biện hầu hết nội dung báo cáo kết quả kiểm tra xác minh của Thanh tra Chính phủ. Ông cho là lãnh đạo tỉnh Bình Thuận đã câu kết, móc ngoặc với chủ đầu tư xóa bỏ sân golf Phan Thiết trước khi Thủ tướng đồng ý. Ông cũng đưa thêm chi tiết để khẳng định “tỉnh Bình Thuận xác định giá đất để làm căn cứ thu tiền sử dụng đất chưa chính xác, gây thất thoát ngân sách hàng ngàn tỷ đồng”.
Phó thủ tướng Thường trực Trương Hòa Bình đã chỉ đạo Thanh tra Chính phủ kiểm tra lại. Cơ quan Cảnh sát điều tra Bộ Công an cũng đã vào cuộc đề nghị UBND tỉnh Bình Thuận cung cấp các tư liệu liên quan. Còn Ban Chỉ đạo phòng chống tham nhũng Trung ương đã đưa vụ việc vào diện theo dõi chỉ đạo.